# رودشکن

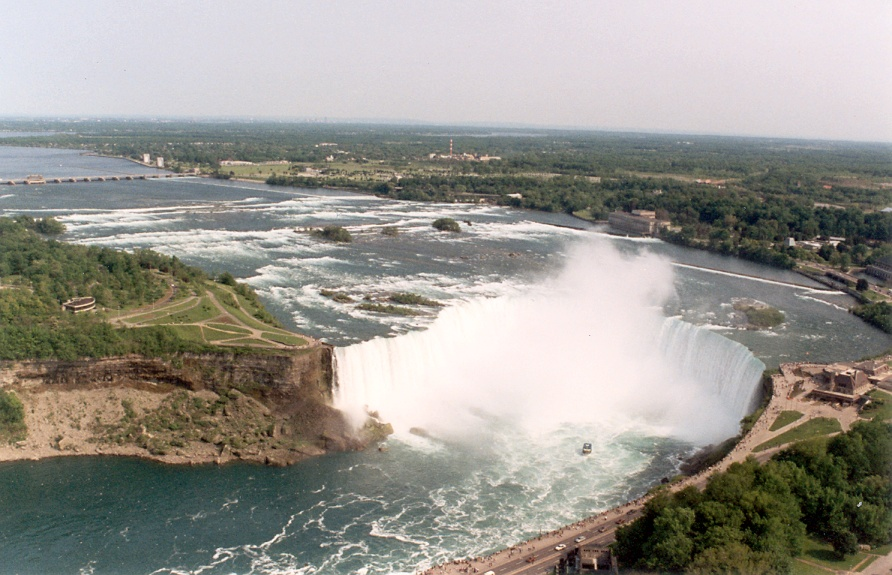
آبشار نعل اسب یکی از سه آبشار در آبشارهای نیاگارا. این آبشارها یک رودشکن هستند که توسط فرسایش کندتر در بالای آبشار نسبت به فرسایش سریع‌تر پایین آن پدید آمده‌اند.

رودشکن (انگلیسی: Knickpoint) اصطلاحی در دانش ژئومورفولوژی است که برای تشریح شکستگی پرشیب یک رود یا کانال در جایی که تغییر مشخصی در شیب رودخانه وجود دارد (مانند آبشار یا دریاچه)، به‌کار می‌رود. رودشکن نشان‌دهنده تفاوت در شرایط و فرایندها در مسیر یک رودخانه است که اغلب بر اثر فرسایش پیشین ناشی از یک دوره یخچالی یا تفاوت در سنگ‌شناسی آن منطقه به‌وجود می‌آید.

## شکل‌گیری
رودشکن بر اثر عوامل زمین‌ساختی، اقلیمی یا سنگ‌شناسی پدید می‌آید. برای نمونه بالاآمدگی زمین‌ساختی در امتداد یک گسل در مسیر جریان رودخانه باعث افزایش غیرعادی شیب رودخانه می‌شود. در مناطق یخچالی، دره‌های معلق اغلب نقاط اصلی تشکیل رودشکن محسوب می‌شوند. اگر سنگ‌شناسی یک منطقه متفاوت باشد (مثل وجود شیل در میان سنگ‌های آذرین)، آنگاه فرسایش در سنگ نرم بیشتر از سنگ سخت پیرامونی آن اتفاق می‌افتد و این فرایند باعث تشکیل رودشکن می‌شود.
سطح اساس به ارتفاع سطحی گفته می‌شود که یک پهنه آبی مانند رود سرانجام به آن می‌ریزد و اغلب این سطح، دریا یا اقیانوس است. فرونشینی سطح اساس باعث می‌شود که سیستم رودخانه‌ای با کندن بیشتر چشم‌اندازها به این فرونشینی و افزایش شیب ناشی از آن پاسخ دهد. این برش آغازگر ایجاد رودشکن است. در این حالت تغییر بالادست جریان به مساحت حوضه آبریز آن و حجم تخلیه رود، نوع مواد بریده‌شده توسط رود و میزان فرونشینی سطح اساس بستگی دارد.